# Celeste Mendoza
Pour les articles homonymes, voir Mendoza.
Celeste Mendoza (née à Santiago de Cuba le 6 avril 1930 et morte à La Havane le 22 novembre 1998) est une chanteuse et une danseuse cubaine. 

## Biographie
Celeste Mendoza est née à Santiago de Cuba en 1930. Elle est surtout connue pour ses chants de guaguancos, la musique des rumbas de rue, une forme de musique auparavant presque exclusivement associée aux chanteurs masculins. Elle est surnommée « la reine du guaguanco ». 
Elle commence sa carrière professionnelle en tant que danseuse, apparaissant dans divers cabarets, y compris dans des spectacles chorégraphiés par "Rodney" Neyras au Tropicana. Les chorégraphies de ce dernier s'inspirent de la rumba et du style afro-cubain. L'interprétation de Celeste Mendoza est adaptée au public du cabaret et véhicule une vision fantasmée du continent africain. Par ailleurs, une séquence du film Nosotros Musica présente une des performances de rumba de Mendoza dans une version plus populaire. 
À la fin des années 1950, elle signe avec Gema Records et réalise une série d'enregistrements avec l'orchestre de Bebo Valdés. Elle enregistre également avec le groupe d'Ernesto Duarte Brito,. Mendoza fait des tournées internationales et, en 1965, apparaît à l'Olympia de Paris avec l'Orquesta Aragón et Los Zafiros dans le cadre du spectacle Gran Music Hall de Cuba. 

En 1964, elle fait partie d'un clip réalisé réalisé par José Limeres et qui fait partie de la « préhistoire des clips cubains ». 
Sa carrière décline à la fin des années 1960, en raison principalement de sa détention à domicile pour le meurtre de son mari ou de son amant. De plus, le contexte politique cubain est défavorable à ses activités.

## Discographie
- Celeste, Mucha Celeste (1992)
- Guapachosa (1994)
- Cuba (1993)
- Papa Oggun (1996)
- Queen of Island Soul (1998)
- Reina del Guaguanco (2000)
- Que me dis-tu de Castigue Dios et Exitos (2000)
- Celeste Mendoza Con Sierra Maestra (2000)
- Soberana (2002)
- Reino De La Rumba (2002)